# Михаил Даскалов
Михаил Христов Даскалов е български опълченец.

## Биография
Михаил Даскалов е роден в град Ловеч. Постъпва в Българското опълчение, пристигайки от Букурещ. На 16 май 1877 година е зачислен в Четвърта дружина под командването на майор Пьотър Редкин.
През август 1877 година се смята за безследно изчезнал, но от 20 септември 1877 г. продължава да служи. На 15 юни 1878 г. се уволнява.
След Освобождението живее в Етрополе, където се занимава със земеделие. Известен бил с прякорите Опълченеца и Ожболдук (от турски: hoş bolduk, „добре заварил“).
Умира след 1930 година в Етрополе. Къщата му на ул. „Тодор Пеев“ №6 в Етрополе е исторически обект с местно значение.
Сведения за Михаил Даскалов се съхраняват в Етрополския исторически музей, в Българския исторически архив към Националната библиотека „Св. св. Кирил и Методий“, в Държавния военноисторически архив – Велико Търново, Националния парк-музей „Шипка-Бузлуджа“. Внук на Михаил Даскалов е първият ръководител на Държавна агенция „Архиви“ Михаил Алексиев (1904 – 1981).

## Признание
Със свое решение от 21 септември 1922 г. Габровският градски общински съвет обявява за почетни граждани 522 поборници и опълченци, един от които (под № 258) е Михаил Даскалов.